# María Eleonora Silva Silva
María Eleonora Silva y Silva fue una política peruana. Fue la primera mujer elegida diputada por el departamento de Junín.
Nació en Jauja el 27 de octubre de 1930, hija de José Benigno Silva y María Ricardina de Silva. Cursó sus estudios primarios y secundarios en el Colegio de Nuestra Señora del Carmen de Jauja. Luego estudió derecho en la Pontificia Universidad Católica del Perú donde se graduó de abogada.
Fue elegido diputada por Junín en 1956 en las Elecciones de 1956 con tan solo 25 años. Su mandato se vio interrumpido días antes de que terminara por el golpe de Estado realizado por los generales Ricardo Pérez Godoy y Nicolás Lindley. Durante su gestión, integró la comisión de Asuntos Indígenas y Turismo.
Luego de su periodo parlamentario, trabajó en el Ministerio de Industria y Comercio como directora de ferias.